# Pseudenyo benitensis
Pseudenyo benitensis är en fjärilsart som beskrevs av Holland 1889. Pseudenyo benitensis ingår i släktet Pseudenyo och familjen svärmare. Inga underarter finns listade i Catalogue of Life.